# 藓叶卷瓣兰
黃萼捲瓣蘭（学名：Bulbophyllum retusiusculum），又名藓叶卷瓣兰，为蘭科豆蘭屬下的一个种。

## 扩展阅读
- 维基共享资源上的相關多媒體資源：黃萼捲瓣蘭
- 維基物種上的相關：黃萼捲瓣蘭